# Oriolus monacha
Oriolus monacha là một loài chim trong họ Oriolidae.